# Villa de Lourcine
La villa de Lourcine est une voie du 14e arrondissement de Paris, en France.

## Situation et accès
La villa de Lourcine est située dans le 14e arrondissement de Paris. Elle est constituée par une voie piétonne qui débute au 20, rue Cabanis et se termine au 7, rue Dareau. 
Elle regroupe plus de 300 lots d'habitation, avec des bureaux au rez-de-chaussée. Patios, arbres, pavés et dalles en pierre sont aussi présents dans cette résidence.

## Origine du nom
Le nom de cette voie rappelle la proximité de l'ancien emplacement de la rue de Lourcine, dont le nom faisait référence à un lieu-dit, un territoire appelé initialement « Laorcine ». 
L'ancienne rue de Lourcine — illustrée dans le titre d'une comédie d'Eugène Labiche : L'Affaire de la rue de Lourcine — se prolongeait jusqu'à l'église Saint-Médard et datait du Moyen Âge.

## Historique
La voie est créée en 1994 dans le cadre de l'aménagement de l'îlot où elle est située et prend sa dénomination actuelle par décret municipal du 4 mai 1995.